# Bradys Bend
Bradys Bend  è un comune (township) degli Stati Uniti d'America, nella contea di Armstrong nello Stato della Pennsylvania. Secondo il censimento del 2000 la popolazione era di 939 abitanti, passati a 906 nel 2007.

## Società

### Evoluzione demografica
La composizione etnica vede una prevalenza di quella bianca (98,72%), seguita quella afroamericana (0,53%), secondo dati del 2000.